# امامزاده سام و هام
امامزاه سام و هام مربوط به دوره قاجار است و در شهرستان ملایر، بخش سامن، شهر سامن، گلزار شهدای قدیمی سامن واقع شده و این اثر در تاریخ ۱۸ اسفند ۱۳۸۷ با شمارهٔ ثبت ۲۵۱۱۴ به‌عنوان یکی از آثار ملی ایران به ثبت رسیده است.

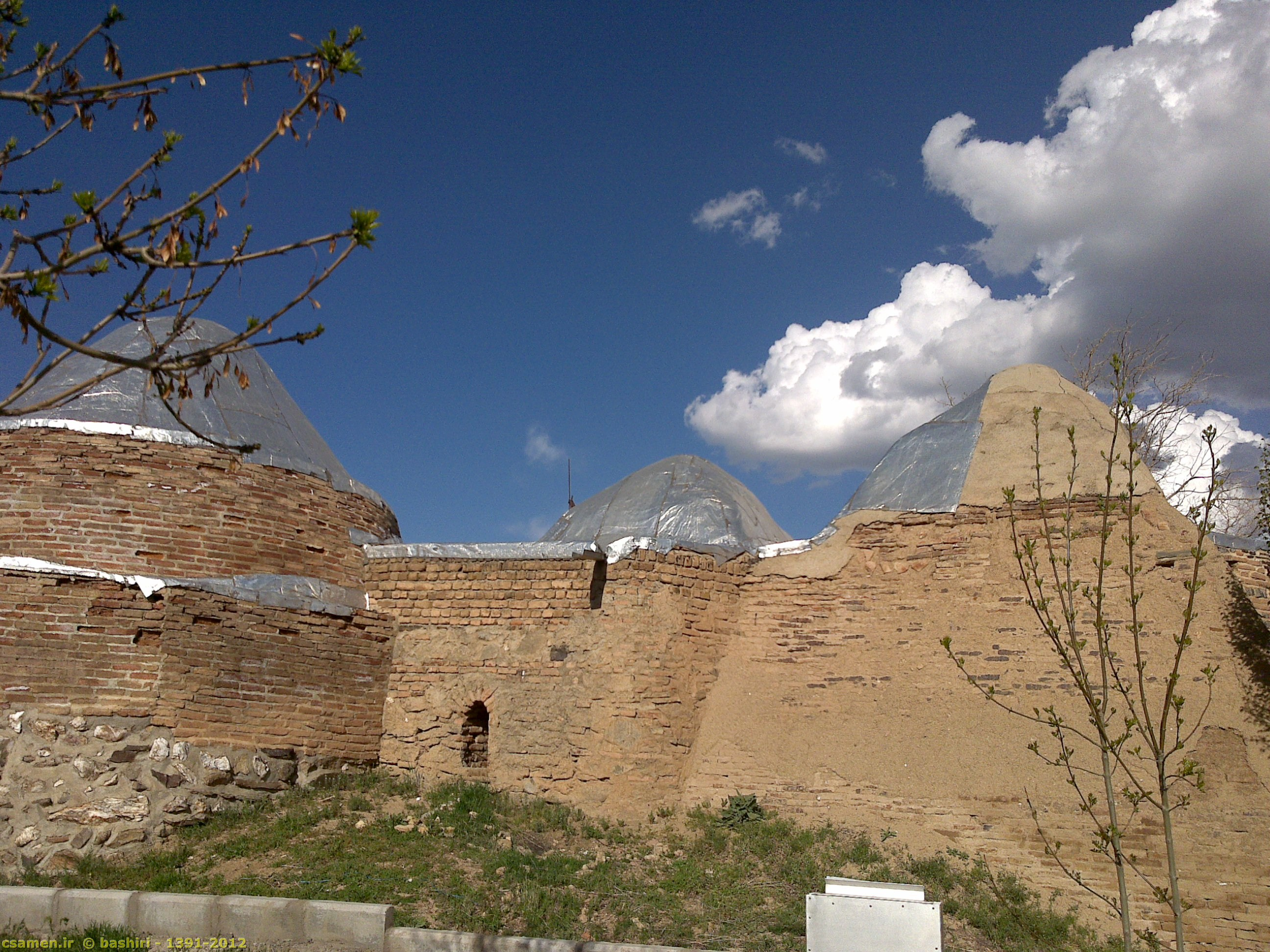
آرامگاه امامزادگان سام و هام شهر سامن

 در بیش از ۲۰ کتب معتبر از جمله یاقوت حموی، ابن فقیه همدانی، الباب الانساب، استخری معتبرترین جغرافیدان اسلام، عجایب المخلوقات، زکریا قزوینی و آیه ۴۴ سوره هود، کوه جودی در حوالی نهاوند کنونی را محل به گل نشستن کشتی نوح و فرزندانش می‌داند در این کتب معتبر همگی به بنای شهر نهاوند و زندگی نوح و فرزندانش در این منطقه تاکید فراوان کرده اند لذا با یقین می‌توان گفت که مقبره سام و حام در آرامستان قدیمی سامن قطعا دو فرزند نوح نبی میباشد که در این مکان دفن شده‌اند. و مقبره یوشع در روستای انوج در حوالی سامن فرزند دیگر نوح نبی میباشد که به اشتباه افرادی این مقبره را مقبره بابا حسین می‌نامند.